# Cisów-Las
Cisów-Las (w latach 1977–1981 Cisów) – wieś w Polsce położona w województwie podkarpackim, w powiecie stalowowolskim, w gminie Bojanów.
W latach 1975–1998 miejscowość administracyjnie należała do województwa tarnobrzeskiego.